# دار الخلافة العباسية
دار الخلافة العباسية هي أرض كبيرة مسوّرة كانت على نهر دجلة في شرق بغداد، اتخذها خلفاء بني العباس مقرًّا للحكم وألحقوا بها مساكن الأمراء والبطانة والخدم، اشتملت الدار على 23 قصرًا،  وهيئة الدار نصف دائرة، تبدأ من دجلة ثم تعود إليها، وكان للدار أبواب، منها باب الخاصة وباب المراتب، وكان للدار مزارع وأربعمائة حمام، وبلغ عدد الخدم والعبيد آلافاً.

## الحريم والدار
حريم دار الخلافة هو أرض مسورة ولها عدة أبواب، وكان الحريم بمقدار ثلث بغداد الشرقية، ويشتمل الحريم على بيوت عامة الناس وفيه جامع القصر، كما يشتمل الحريم على سور داخلي خاص يحيط بدار الخلافة التي تشتمل على دور الخلافة وبساتينها وهذا السور مخصص لشؤون الحكم ومتعلقاته.

## أستاذ دار الخلافة
أستاذ دار الخلافة كان اسماً لمن يرافق الخليفة، ثم توسّعت سلطته فأصبح قيّماً على الدار كلها، وعُهد إليه أحياناً أن يكون سفيراً للخليفة، أو وكيلًا بأمواله أو رقيباً على دواوين الدار والحجابة، وكان أساتذة  دار الخلافة من أهل العلم والمكانة.

## رسول الروم

المسار من أعلى باب الشماسية إلى دار الخلافة حيث كانت حشود المستقبلين مصطفّين على جوانب الطريق

### أساتذة الدار
- أبو نصر المظفر بن جهير.
- يحيى بن زبادة.
- سنجر المقتفوي.
- ظهير الدين ابن العطار.
- هبة الله بن الصاحب.
- مؤيد الدين بن العلقمي.

## معالم الدار
- جامع سيد سلطان علي
- جامع الخلفاء
- دار الشجرة
- قصر التاج

## اقرأ أيضًا
- دار البانوقة
- دار الفيل
- دار البطيخ
- دار القطن
- دار الشجرة

## وصلات خارجية
رسوم دار الخلافة